# Театральный переулок (Архангельск)
Театральный переулок — очень короткая, около 170 метров, улица в исторической части Архангельска. Проходит от Набережной Северной Двины до Троицкого проспекта.

## История
Современное название с 1938 года.

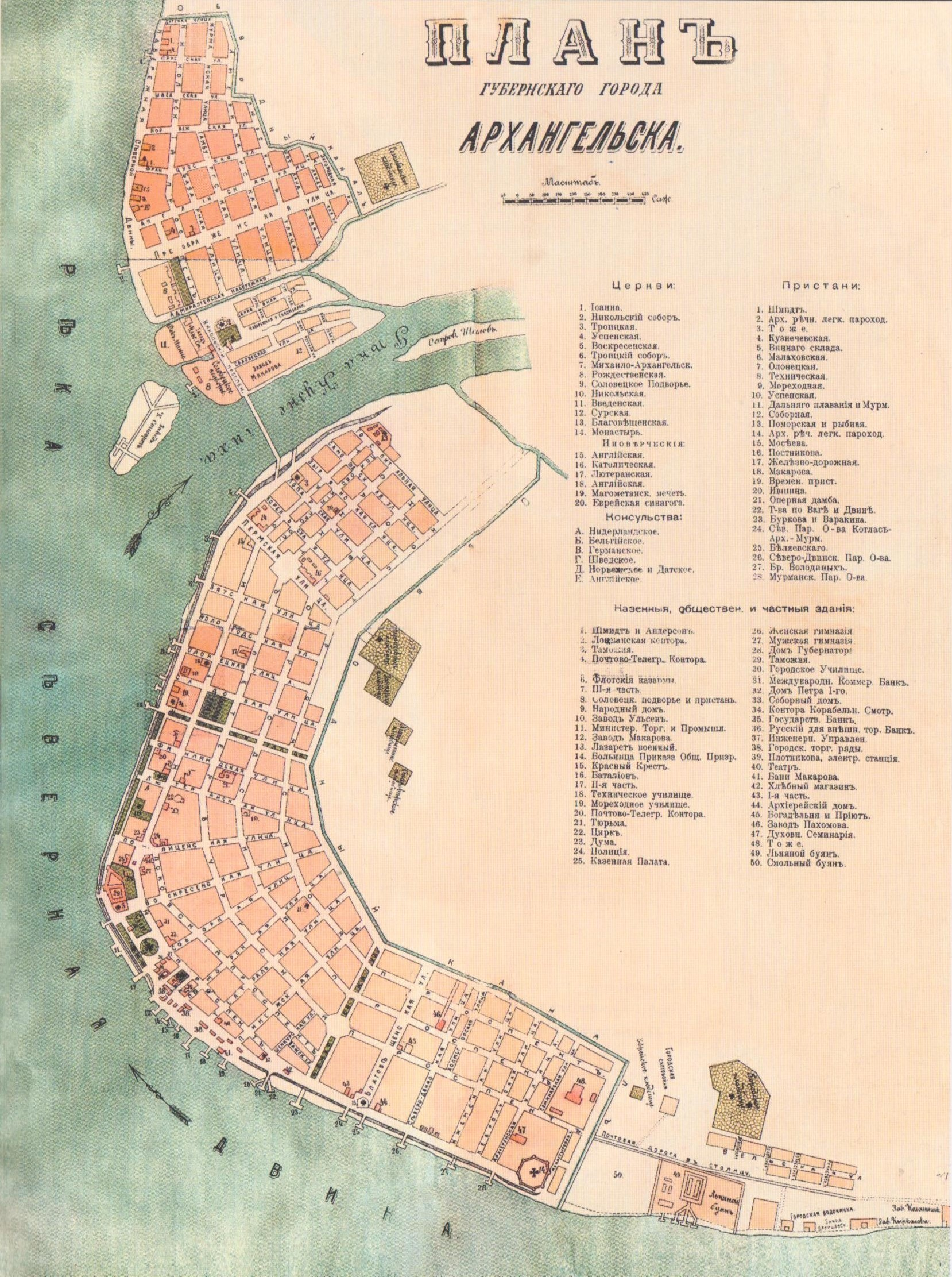
Карта Архангельска 1890 года

Прежде носил названия Церабкоопский (от сокращения центральный рабочий кооператив), Рождественский (по близ расположенной церкви), Смирная улица (по фамилии стрелецкого сотника Смирного Чертовского).
В 1904 году  построена Церковь Николая Угодника, проект здания выполнил архангельский архитектор Н. А. Каретников, . В советское время в здании церкви был устроен клуб в/ч 9794
Здание кинотеатра «Север» было построено в 1903 году, первоначально как торгово-складское. В 1909 году оно было перестроено для размещения собственной электростанции купчихой Плотниковой. Через четыре года её пришлось закрыть, поскольку городом была построена собственная, но, оценив доходность кинематографа, Плотникова разрешила оборудовать в здании зал на 466 мест для просмотра кинофильмов. Новое заведение получило название «Эдисон», первый киносеанс прошёл 12 октября 1914 года. Это был первый кинотеатр Архангельска. Пресса отмечала благоприятное впечатление на публику, производимое «нарядным партером, красивым балконом, богато убранными ложами, шикарной мебелью, щедрым буфетом». В 1950 году «Эдисон» был переименован в «Север», он оставался кинотеатром всю советскую эпоху.

## Достопримечательности
д. 3/74 — Храм Святого Николая Чудотворца
Усадебный дом Е. К. Плотниковой
д. 4 — Кинотеатр «Север»
д. 7 — Жилой дом (2-этажные кельи с лавками)

## Галерея

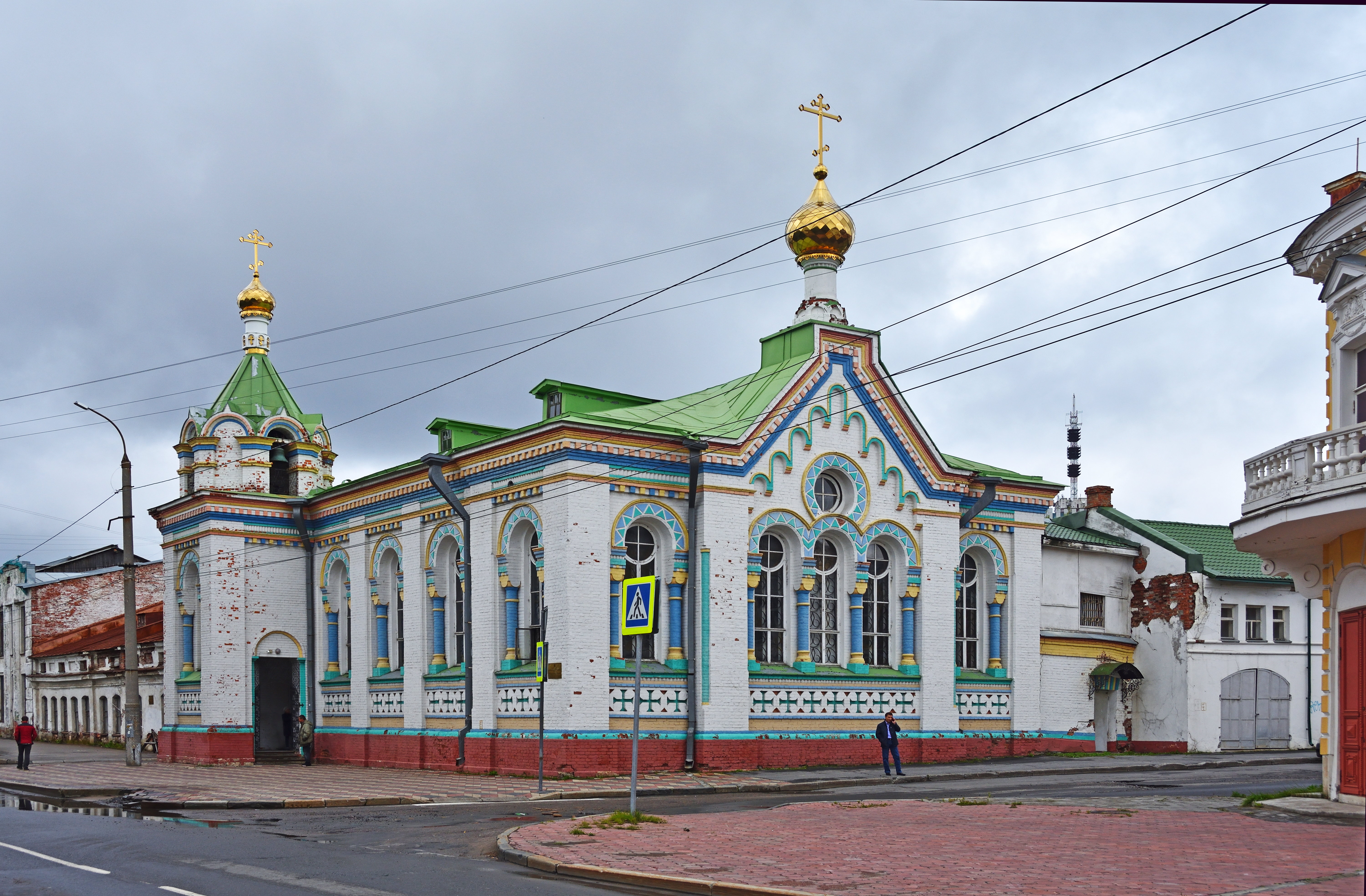
Храм Святого Николая Чудотворца
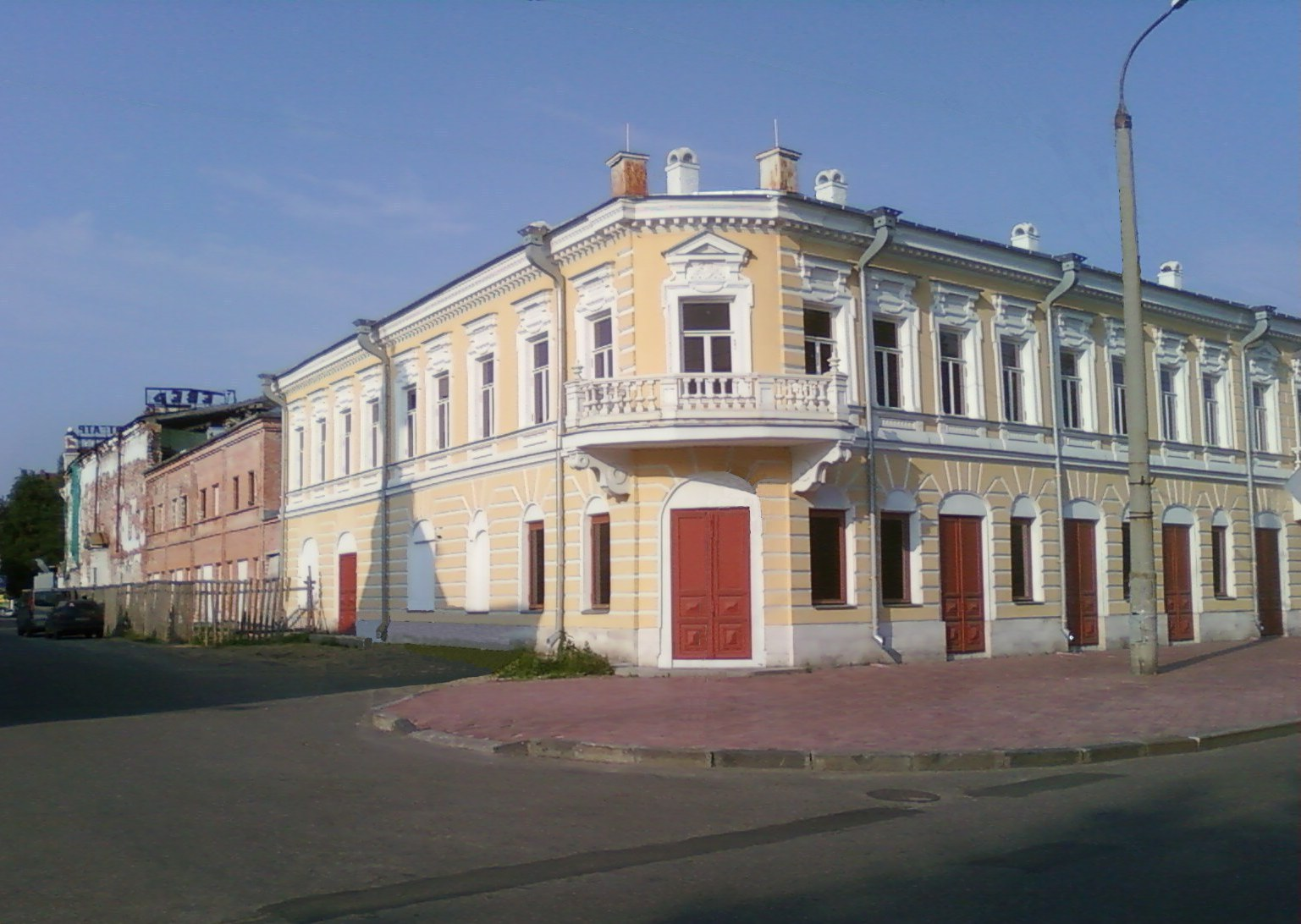
Усадьба Плотниковой, вид с Набережной
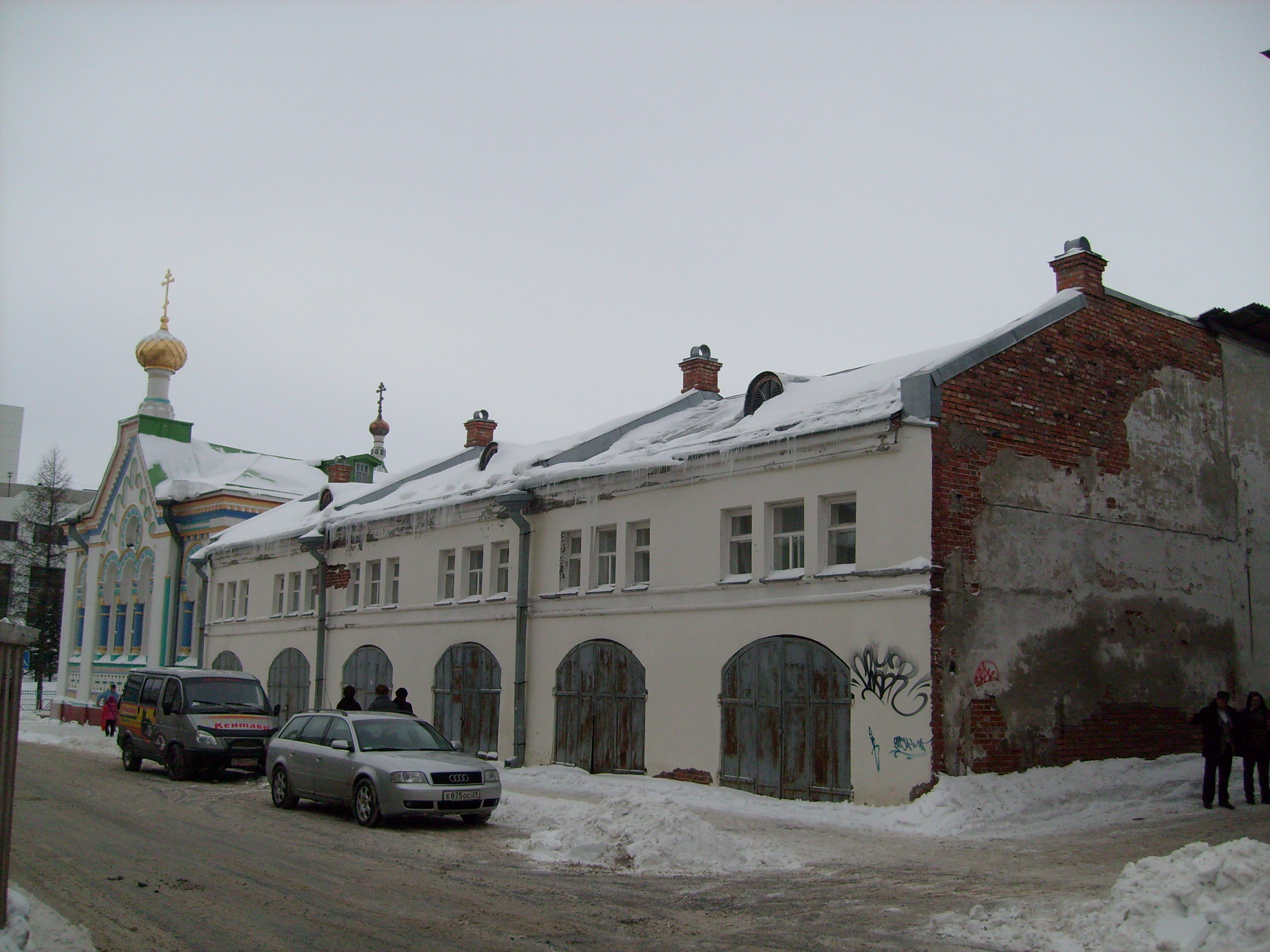
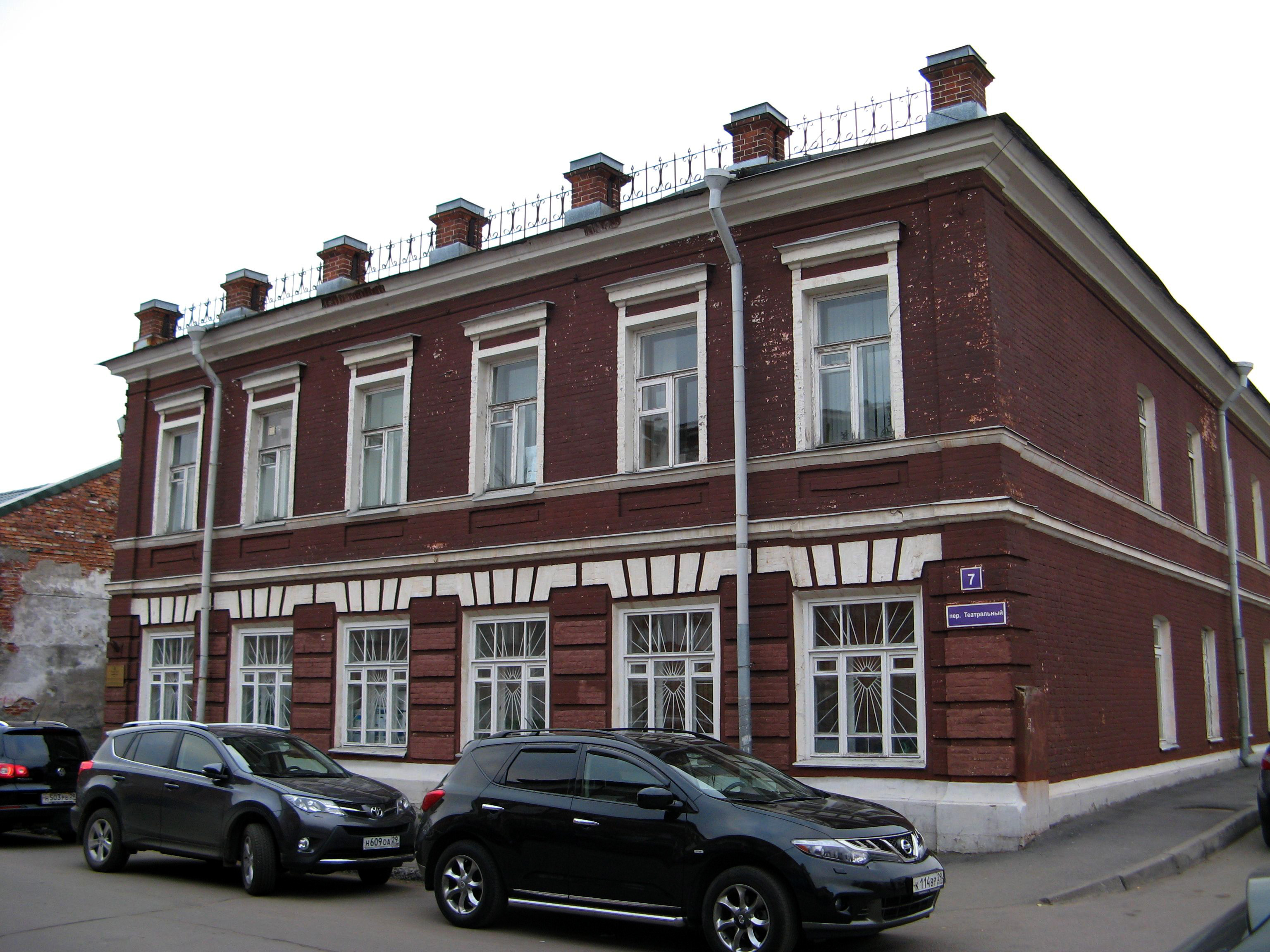
д. 7